# Frederik 2. af Mecklenburg-Schwerin
Frederik 2. (tysk: Friedrich II.), også kaldet Frederik den Fromme (tysk: Friedrich der Fromme), (9. november 1717 – 24. april 1785) var regerende hertug af Mecklenburg-Schwerin fra 1756 til sin død i 1785.
Han var søn af Hertug Christian Ludvig 2. af Mecklenburg-Schwerin og blev hertug, da hans far døde i 1756.

## Biografi
Frederik blev født den 9. november 1717 i Schwerin som ældste barn af den senere Hertug Christian Ludvig 2. af Mecklenburg-Schwerin og Gustave Karoline af Mecklenburg-Strelitz, datter af Hertug Adolf Frederik 2. af Mecklenburg-Strelitz.
Han var nevø til den sønneløse Hertug Karl Leopold af Mecklenburg-Schwerin. I 1747 efterfulgte Christian Ludvig sin storebror Karl Leopold som hertug, og da Christian Ludvig døde i 1756 blev Frederik hertug.
Hertug Frederik døde den 24. april 1785 i Ludwigslust. Da han ikke havde børn, blev han efterfulgt som hertug af sin nevø Frederik Frans, en søn af hans bror Ludvig.

## Ægteskab
Frederik giftede sig den 2. marts 1746 i Schwedt med Hertuginde Louise Frederikke af Württemberg. Hun var datter af Arveprins Frederik Ludvig af Württemberg og Markgrevinde Henriette Marie af Brandenburg-Schwedt. Der blev ikke født børn i ægteskabet.